# あき総合病院前駅
あき総合病院前駅（あきそうごうびょういんまええき）は、高知県安芸市染井町にある、土佐くろしお鉄道ごめん・なはり線の駅である。駅番号はGN27-1。ごめん・なはり線開業以来初めて追加新設された駅である。

## 歴史
- 2018年（平成30年）12月5日：ごめん・なはり線活性化協議会で駅新設決定[3]。
- 2021年（令和3年）3月13日：土佐くろしお鉄道ごめん・なはり線安芸駅 - 後免駅間に新設[1]。

## 駅構造
盛土上に単式ホーム1面1線を有する地上駅。
無人駅。エレベーターが設置されている。

## 駅周辺
- 高知県立あき総合病院
- 高知県道29号安芸物部線
- 国道55号

## イメージキャラクター

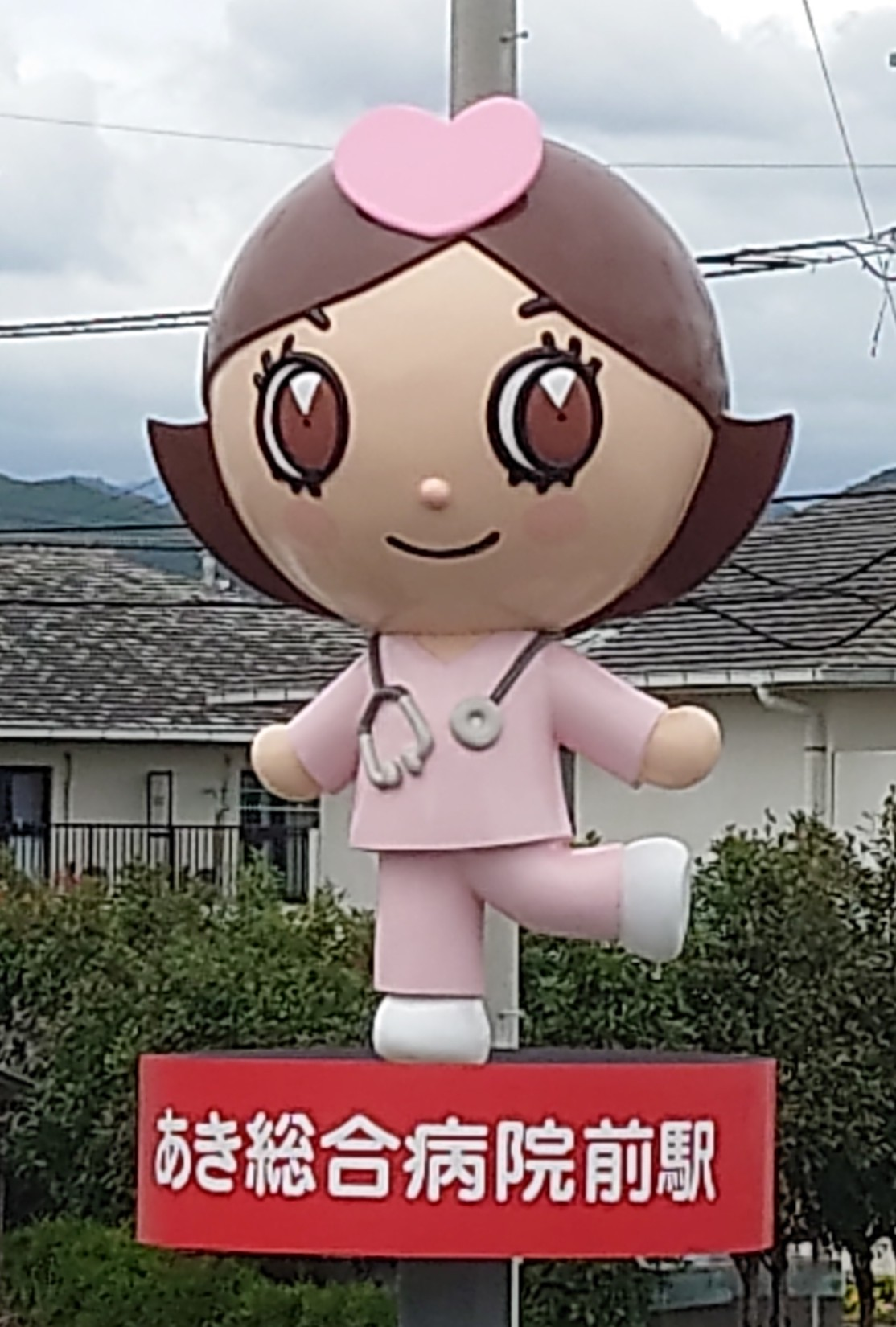
あき ナースちゃん

名称は「あき ナースちゃん」。ピンクのナース服で、聴診器を首から下げている。
駅ホームから階段を下りた辺りの位置に、このキャラクターのモニュメントが設置されている。
ごめん・なはり線の全駅に設定されているイメージキャラクターは、2013年に亡くなった高知県出身の漫画家やなせたかしがデザインしているが、やなせの没後に駅の設置が決まった当駅のキャラクターはやなせスタジオにデザインを依頼した。デザイン料・像製作等の予算は合計328万円。

## 隣の駅
土佐くろしお鉄道
■ごめん・なはり線
球場前駅 (GN28) - あき総合病院前駅 (GN27-1) - 安芸駅 (GN27)